# Сенадоле
Сенадоле (словен. Senadole) — поселення в общині Дівача, Регіон Обално-крашка, Словенія. Висота над рівнем моря: 473,5 м.